# 天寶集團
天寶集團控股有限公司，簡稱天寶集團控股，以及天寶集團（英語：TEN PAO GROUP HOLDINGS LIMITED，港交所：1979），在1979年，由洪光椅（主席）於香港（總部）成立「天寶公司」。
其後在1988年，在惠州（廠房及其次要總部）設立主要生產基地。
業務在全球經營生產消費品的開關電源及用作工業用途的智能充電器及控製器。
股份則在2015年12月11日於港交所主板上市。據了解，以全球集資額為1.249億港元，主要用作擴充生產線和儲備營運之用，發售股份為2.5億股，其次是招股價為每股股份0.55港元至0.80港元的中位數，定為0.68港元。

## 外部連結
- tenpao.com （页面存档备份，存于）